# Sautron
Sautron é uma comuna francesa, na região de Pays de la Loire, departamento de Loire-Atlantique, no distrito de Nantes e Orvault.
Sua população no censo de 1999 era de 6.824 habitantes. A comuna de Sautron forma parte da aglomeração urbana de Nantes.
Está integrada na Communauté urbaine Nantes Métropole. A sua área é de 17,28 km². Sua densidade demográfica é de 404 hab./km². Sua altitude mínima é de 25 metros e sua máxima é de 80 metros.

Localização da comuna Sautron no departamento de Loire-Atlantique.